# 529
Раннє Середньовіччя. У Східній Римській імперії триває правління Юстиніана I. Наймогутнішими державами в Європі є Остготське королівство на Апеннінському півострові та Франкське королівство, розділене на частини між синами Хлодвіга. У Західній Галлії встановилося Бургундське королівство.
Іберію та частину Галлії займає Вестготське королівство, Північну Африку — Африканське королівство вандалів та аланів, у Тисо-Дунайській низовині лежить Королівство гепідів. В Англії розпочався період гептархії.
У Китаї період Північних та Південних династій. На півдні править династія Лян, на півночі — Північна Вей. В Індії правління імперії Гуптів. У Японії триває період Ямато. У Персії править династія Сассанідів.
На території лісостепової України в VI столітті виділяють пеньківську й празьку археологічні культури. VI століття стало початком швидкого розселення слов'ян. У Північному Причорномор'ї співіснують різні кочові племена, зокрема гуни, сармати, булгари, алани.

## Події
- 7 квітня опубліковано Кодекс Юстиніана, частину Corpus iuris civilis.
- Під час повстання самаритян згорів Храм Різдва Христового.
- Візантійський імператор Юстиніан I звелів закрити Академію Платона.
- Святий Бенедикт заснував орден бенедиктинців.
- Церковний собор в Оранжі засудив пелагіанізм та семіпелагіанізм.
- Китай формально визнав державу Чампа на території сучасного В'єтнаму.